# Angus, stringi i przytulanki (film)
Angus, stringi i przytulanki (ang. Angus, Thongs and Perfect Snogging) – brytyjski komediodramat z 2008 roku w reżyserii Gurindera Chadhy, ekranizacja książki pod tym samym tytułem autorstwa Louise Rennison.

## Fabuła
Georgia jest nastoletnią, dorastającą dziewczyną z dość niezwykłymi pomysłami na życie. Aktualnie jej życie kręci się wokół nowego chłopaka ze swego otoczenia, członka szkolnej kapeli. Zanim się w nim zakochała, nie wzięła jednak pod uwagę jednej rzeczy – że Robbie ma już dziewczynę, którą jest blondynka Lindsay, od zawsze wrogo nastawiona do Georgii. Z pomocą rodziców, kota Angusa i swoich koleżanek dziewczyna postanawia odbić chłopaka i zapewnić sobie wspaniałe piętnaste urodziny.

## Obsada aktorska
- Georgia Groome jako Georgia Nicolson
- Aaron Taylor-Johnson jako Robbie
- Alan Davies jako Bob Nicholson
- Kimberley Nixon jako Wet Lindsay
- Eleanor Tomlinson jako Jas
- Liam Hess jako Peter Dyer
- Manjeeven Grewal jako Ellen
- Eva Drew jako Libby
- Georgia Henshaw jako Rosie Barnes
- Karen Taylor jako Connie Nicholson
- Tommy Bastow jako Dave
- Matt Brinkler jako Sven
- Sean Bourke jako Tom
- Steve Jones jako Jem
- Ingrid Oliver jako pani Stamp

i inni